# 뜨거운 안녕
《뜨거운 안녕》은 2013년에 개봉한 대한민국의 영화이다.
- 2013년 영화등급위원회 “청소년을 위한 좋은 영화상” 수상

- 2013 제천국제음악영화제 초청작

- 주미한국대사관 문화원 K-시네마 초청작

## 캐스팅
- 이홍기 : 충의 역
- 마동석 : 무성 역
- 임원희 : 봉식 역
- 백진희 : 안나 역
- 전민서 : 하은 역
- 이재구 : 충의 부 역
- 김현아 : 충의 모 역
- 곽자형 : 하은 부 역
- 이민아 : 하은 모 역
- 심이영 : 힘찬 엄마 역
- 전수경 : 원장 수녀 역
- 최권 : 광삼 역
- 노강민 : 힘찬 역
- 배호근 : 철수 역
- 정주리 : 정 간호사 역
- 김유인 : 김 간호사 역
- 주예린 : 영식 처 역
- 김광현 : 예선대회장 PD 역
- 차종호 : 영식 역
- 김수복 : 목욕하는 할아버지 역
- 최대성 : 남자봉사자 역
- 김경태 : 불사조 기념사진 역
- 현성 : 소속사 사장 역 (우정출연)